# Pui Tabaca
El Pui Tabaca és una muntanya de 1.718 metres d'altitud que es troba a cavall dels termes municipals d'Esterri de Cardós i de Vall de Cardós (antic terme d'Estaon, a la comarca del Pallars Sobirà.
Està situat al nord-oest d'Ainet de Cardós, al sud-oest de Benante i a llevant d'Estaon.
Aquest cim està inclòs al llistat dels 100 cims de la FEEC